# Le Cercle de la mort
Pour plus de détails, voir Fiche technique et Distribution.
Le Cercle de la mort (titre original : Money for Speed) est un film britannique en noir et blanc réalisé par Bernard Vorhaus, sorti en 1933.
Le film est centré sur le speedway, course de vitesse à moto, qui était à son apogée dans les années 1930.

## Synopsis
Le champion de speedway Big Bill Summers est amoureux de Jana. Mais son rival à la course, Mitch, devient aussi son rival en amour. Bill provoque alors un accident qui blesse gravement Mitch et il est banni des compétitions.

## Fiche technique
- Titre : Le Cercle de la mort
- Titre original : Money for Speed
- Réalisation : Bernard Vorhaus
- Scénario : Bernard Vorhaus, Vera Allinson, Monica Ewer, Lionel Hale
- Photographie : Eric Cross
- Montage : David Lean
- Musique : Philip Braham
- Direction artistique : J. Elder Wills
- Producteur : Bernard Vorhaus
- Société de production : Hall Mark Productions
- Société de distribution : United Artists
- Pays de production : Royaume-Uni
- Format : noir et blanc - 35 mm - 1,37:1 - son : Mono
- Genre : Film dramatique, Film sportif
- Durée : 73 min
- Dates de sortie :
  - Royaume-Uni : mars 1933
  - États-Unis : 17 janvier 1936
  - France : 2 octobre 1936

## Distribution
- John Loder : Mitch
- Ida Lupino : Jane
- Cyril McLaglen : Big Bill Summers
- Moore Marriott : Shorty
- Marie Ault : Ma
- David Lean : le reporter